# ليلى رستم
ليلى عبد الحميد محمود رستم (11 فبراير 1937 - 9 يناير 2025) مذيعة مصرية اشتَهَرت في ستينيات القرن العشرين، وهي ابنة المهندس عبد الحميد بك رستم وابنة أخي الفنان زكي رستم. حاصلة على ماجستير في الصِّحافة من جامعة نورث وسترن بالولايات المتحدة الأمريكية. بدأت مذيعة تلفازية مع ميلاد التلفزة المصرية في 23 يوليو 1960، وكانت أولًا مذيعة ربط ثم قارئة للنشرة الفرنسية.

## نشاطها التلفازي
قدَّمت طَوالَ عملها بالتلفاز المصري من عام 1960م إلى 1967م العديد من البرامج السياسية والاجتماعية والفنية، منها «نافذة على العالم» ويتضمَّن أهم الأحداث في كل أسبوع، وبرنامج «الغرفة المضيئة» وكان يعده مفيد فوزي، ويتضمَّن أهم حدث محلِّي، وبرنامج «نجمك المفضل» من إعداد مفيد فوزي أيضًا، وكان برنامجًا أسبوعيًّا استمرَّ ثلاث سنوات قدَّمت فيها 150 حلقة مع كبار الممثلين والأدباء والشعراء، أمثال: محمد عبد الوهاب، وفريد الأطرش، وعبد الحليم حافظ، وفاتن حمامة، وطه حسين، ويوسف السباعي، وإحسان عبد القدوس، وعمر الشريف، ومصطفى أمين، وعلي أمين. واستضافت أيضًا الملاكم الأمريكي محمد علي كلاي.

## وفاتها
توفيت ليلى رستم صباح يوم الخميس 9 يناير 2025م الموافق 9 رجب 1446هـ، عن سبعةٍ وثمانين عامًا.